# Fantasiebilder
Fantasiebilder ist ein Walzer von Johann Strauss (Sohn) (op. 64). Das Werk wurde wahrscheinlich am 10. Februar 1849 in Dommayers Casino in Hietzing (Wien) erstmals aufgeführt.

## Einzelnachweis
1. ↑  Quelle: Englische Version des Booklets (Seite 86)  in der 52 CDs umfassenden Gesamtausgabe der Orchesterwerke von Johann Strauß (Sohn), Hrsg. Naxos (Label). Das Werk ist als zweiter Titel auf der 32. CD zu hören.